# Yasmine Nayar
Yasmine Nayar (tiếng Ả Rập: ياسمين نيار) là một ca sĩ nhạc pop người Algérie có khả năng và phong cách hát đa dạng đã thu hút được sự theo dõi từ các quốc gia khác nhau trong thế giới Ả Rập. Nayar bắt đầu sự nghiệp âm nhạc từ nhỏ; năm 2016 cô phát hành đĩa đơn Bechwech đầu tiên. Cô đã phát hành đĩa đơn thứ hai Eysh Eysh trong cùng năm.

## Danh sách đĩa hát

### Đĩa đơn
- Chkoun Gall (2018)
- La Wela (2017)
- Eysh Eysh (Remix) (2017)
- Bechwech (2016)
- Eysh Eysh (2016)
- Enchanté song (2016)

## Quay phim
| Năm  | Chức vụ     | Album    | Giám đốc      |
| ---- | ----------- | -------- | ------------- |
| 2018 | Chkoun Gall | Độc thân | Mahmoud Ramzi |
| 2017 | La Wales    | Độc thân | Cristiano     |
| 2017 | Eysh Eysh   | Độc thân | Jad Shwery    |
| 2016 | Bechwech    | Độc thân | Ziad Khoury   |